# Jesuitiska missioner i Kina
Missionsverksamhet var en central del i den katolska orden Jesu sällskap, även kallad Jesuitorden. Missionsarbetet påbörjades på flera platser med start från 1540-talet, men Kina var vid den här tiden svårt att komma in i på grund av Mingdynastins isolationistiska politik. De kinesiska ledarnas vilja att behålla riket skyddat och slutet medförde utbredd misstänksamhet mot utlänningar och begränsade kontakter med omvärlden.

## Francis Xavier
Den första jesuitiska missionären att nå Kina var spanjoren Frans Xavier (1506-1552). Han var tillika den första jesuitiska missionären då han 1542 reste till dåvarande portugisiska Goa i nuvarande Indien. Han var inte fullt lika språkbegåvad som senare berättelser om honom gett sken av men han lärde sig språken på de olika platser i Asien han besökte så pass att han kunde kommunicera. Han såg problemen med hur illa de utländska kolonisatörerna levde och arbetade aktivt för att översätta religiösa sånger, texter m.m. till de lokala språken, något som gjorde kolonisatörerna upprörda eftersom de ville att deras språk skulle gälla på de lokala platserna. Xavier tillbringade mycket tid i Japan och blev nyfiken på hur det kom sig att kristendomen inte nått till Kina (vilket den visserligen gjort men 1000 år tidigare) och såg Kina som sitt nästa projekt. 
Xavier tog sig till dåvarande portugisiska Macao i nuvarande Kina 1552 i följe med en portugisisk handelsdelegation och gjorde därifrån flera försök att nå  kinesiska fastlandet utan att lyckas. Han avled på kinesiska ön Shangchuan Dao 1552.

## Alessandro Valignano
Alessandro Valignano (1539-1606) från kungariket Neapel var den jesuit som formade strategin för att missionera i Kina. Han menade att innan missionärerna skulle göra någonting i det nya landet så skulle de först av allt studera språk, kultur och politik. Han hänvisade till den jesuitiska principen att en jesuit ska vara öppen och mottaglig för situationen han blivit kallad till. 
När Valignano anlände till Macao 1578 fann han att ingen missionär hade lyckats nå kinesiska fastlandet och såg behovet av att kunna kommunicera på lokala språk. Han kontaktade jesuitorden i Indien och bad dem skicka Bernardino de Ferraris till Macao för att starta en språkutbildning. Då de Ferraris inte var tillgänglig sände orden i stället Michele Ruggieri. 

## Michele Ruggieri
Italienaren Michele Ruggieri (1543-1607) var den första kristna missionären att nå kinesiska fastlandet under Mingdynastin och grundade jesuitmissionen i Kina. Han anlände till Macao i juli 1579 och grundade under sin tid där den första skolan som lärde ut kinesiska till utlänningar: Shengma'erding Jingyuan ("St Martin House"). Ruggieri gjorde flera resor till Kina från Macao med upprepade ansökningar om tillstånd för en permanent mission. Han fick till slut tillstånd i staden Zhaoqing 1582 och slog sig ned där 1583. 1584 publicerade Ruggieri den första katekesen på kinesiska i 1200 exemplar med titeln Tianzhu shilu ("True Account of God"), vilket också var den första boken skriven av en europé på kinesiska och den första boken skriven av en europé i Kina att också tryckas i Kina. Ruggieri var även medförfattare till det allra första europeisk-kinesiska lexikonet (på portugisiska) samt skrev poesi på kinesiska, som återspeglar hans nivå av förståelse av språket.
Ruggieri återvände till Italien 1588 och avled i Salerno 1607.

## Matteo Ricci
Matteo Riccis (1552-1610) arbete i Kina kännetecknades av hans stora respekt för kineserna och deras tro och liv. Han följde med Michele Ruggieri till Zhaoqing 1583 från Macao och blev medgrundare till jesuitmissionen i Kina. På samma sätt som tidigare nämnda Xavier ville Ricci lära sig språket för att kunna kommunicera, men han försökte även lära sig filosofi för att kunna kommunicera med kineserna på flera olika plan. Hans kunskaper om västerländsk vetenskap såsom astronomi och matematik bidrog till att kinesernas respekt för honom växte. Han iklädde sig inledningsvis i samma kläder som buddhistiska munkar för att visa kineserna hur han såg sig själv. Senare fördjupades hans kontakter med de lärda och vetenskapsmännen i samhället och då bytte han klädstil till deras stil. 
Under Riccis livstid döptes ungefär 2000 kineser av olika samhällsklasser i den kristna tron och bildade små kristna gemenskaper. Ett kontroversiellt ställningstagande av Matteo Ricci var att han ansåg att förfadersdyrkan egentligen var vördande av förfäder och således gick att kombinera med kristen tro, något som många andra ordnar ansåg vara helt fel och vilket senare ledde till Ritstriden i Kina.
1589 blev Ricci avvisad från Zhaoqing och etablerade i stället en ny mission i Shaoguan. 1601 blev Ricci den första europé att beträda den förbjudna staden i Beijing på inbjudan av Wanli-kejsaren. När Matteo Ricci dog 1610 var det brukligt att utlänningar begravdes i Macao, men jesuitbrodern Diega de Pantoja lämnade in en förfrågan till kejserliga hovet om att få en gravplats i Beijing med hänvisning till Riccis bidrag till Kinas kultur och vetenskap. Kejsaren godkände förfrågan, något som var mycket ovanligt.

## Fotnoter
1. ↑  ”Kina”. www.ui.se. https://www.ui.se/landguiden/lander-och-omraden/asien/kina/. Läst 5 november 2023.
2. ↑  Bevans, Stephen B.:"Constants in context", sidan 184. Orbis Books, 2004
3. ↑  ”Alessandro Valignano” (på engelska). Wikipedia. 2023-11-01. https://en.wikipedia.org/w/index.php?title=Alessandro_Valignano&oldid=1183018363. Läst 5 november 2023.
4. ↑  ”Michele Ruggieri” (på engelska). Wikipedia. 2022-08-02. https://en.wikipedia.org/w/index.php?title=Michele_Ruggieri&oldid=1101916804. Läst 5 november 2023.
5. ↑  ”Jesuit Missionary Michele Ruggieri Issues the First Book Written by a European in China and Printed in China : History of Information”. historyofinformation.com. https://historyofinformation.com/detail.php?id=360. Läst 5 november 2023.
6. ↑  Chan, Albert (1993). ”Michele Ruggieri, S.j. (1543-1607) and His Chinese Poems”. Monumenta Serica 41:  sid. 129–176. ISSN 0254-9948. https://www.jstor.org/stable/40726971. Läst 5 november 2023.
7. ↑  ”Michele Ruggieri: R: By Person: Stories: Biographical Dictionary of Chinese Christianity”. web.archive.org. 9 april 2015. Arkiverad från originalet den 9 april 2015. https://web.archive.org/web/20150409185159/http://www.bdcconline.net/en/stories/r/ruggieri-michele.php. Läst 5 november 2023.
8. ↑  Bevans, Stephen B.:"Constants in context", sidan 187. Orbis Books, 2004
9. ↑  ”Matteo Ricci” (på engelska). Wikipedia. 2023-10-25. https://en.wikipedia.org/w/index.php?title=Matteo_Ricci&oldid=1181904217. Läst 5 november 2023.